# Football Club Pro Vercelli 1892
Football Club Pro Vercelli 1892 (antigo Unione Sportiva Pro Vercelli Calcio 1892), conhecida popularmente por Pro Vercelli, é um clube de futebol italiano. O clube de Vercelli é um dos mais tradicionais da Itália e foi fundado em 1892 para incentivar a prática da ginástica, tanto que seu primeiro nome era Società Gimnastica Pro Vercelli 1892.
Aos poucos, outras modalidades esportivas foram incorporadas como esgrima, atletismo, ciclismo, tiro ao alvo e tamboréu. O futebol apareceu um pouco mais tarde, com a chegada do dirigente Luigi Bozino, que viria a se tornar presidente da "Federcalcio" e vice da FIFA na década de 1920.

## História
A Pro Vercelli é um dos clubes mais vencedores do futebol da Itália. Escrever a história desse grande clube piemontês significa contar a história do futebol italiano desde o início do século XX. A Pro Vercelli viveu seu auge até o início dos anos de 1930. Efetivamente, A Pro Vercelli, dominou a cena do futebol italiano por quase 15 anos
 sendo (empatado com o Bologna FC e o Torino FC) o 5º clube que mais vezes conquistou Campeonato Italiano de Futebol.

### Pro Vercelli na Seleção Italiana
Entre os jogadores mais representativos da Pro Vercelli que atuaram na Seleção Italiana estão Virginio Rosetta, Silvio Piola e Pietro Ferraris, os três foram campeões do mundo com a Squadra Azzurra (Virginio Rosetta em 1934; Silvio Piola e Pietro Ferraris em 1938).
Jogadores que durante o período de militância no Pro Vercelli foram convocados para a Seleção Italiana:
- Mario Ardissone
- Guido Ara
- Felice Berardo
- Angelo Binaschi
- Francesco Borello
- Carlo Corna
- Giovanni Innocenti
- Pietro Leone
- Francesco Mattuteia
- Felice Milano
- Giuseppe Milano
- Giuseppe Parodi
- Alessandro Rampini
- Carlo Rampini
- Silvio Piola
- Pietro Ferraris
- Virginio Rosetta
- Severino Rosso
- Modesto Valle
- Mario Zanello

## Títulos
| NACIONAIS | NACIONAIS           | NACIONAIS | NACIONAIS                                                |
|           | Competição          | Títulos   | Temporadas                                               |
| --------- | ------------------- | --------- | -------------------------------------------------------- |
|           | Campeonato Italiano | 7         | 1908, 1909, 1910-11, 1911-12, 1912-13, 1920-21 e 1921-22 |

## Recordes individuais
Os dez futebolistas que mais atuaram e que mais gols marcaram na história do Pro Vercelli.
| - Ardissone (354) - Vellano (310) - Bolzoni (306) - Balocco (292) - Zanello (279) - Jussich (276) - Stara (274) - B. Rossi (268) - Cantone (251) - Castellazzi (240) |

| - Carlo Rampini I (106) - Alessandro Rampini II (82) - Paolo Tonelli (78) - Mario Ardissone (74) - Pierluigi Bosisio (59) - Luigi Bajardi I (53) - Luigi Casalino (52) - Silvio Piola (51) - Mario Zanello (47) - Giuseppe Pozzo (46) |

## Rivais
O maior adversário da Pro Vercelli é o Novara com quem faz o "Derby del Riso". Também rivaliza com Casale, Alessandria, ASD Biellese, Pavia, Olbia, SSDU Sanremese, Legnano, Pro Patria, Virtus Entella, Sassuolo, Virtus Lanciano, Cremonese e Taranto.

## Pro Vercelli na história do Palmeiras
No início do Século XX o sucesso da Pro Vercelli no futebol italiano animou o clube a fazer, ao lado do Torino FC, uma série de amistosos pelo Brasil e por outros países da América do Sul. Os melhores resultados foram obtidos pela equipe do Torino, na realidade, a Pro Vercelli decepcionou um pouco, perdendo a maior parte dos jogos. Mesmo assim, a vinda de dois clubes italianos a São Paulo inspirou a maior colônia de imigrantes do estado e da cidade a formar um clube que fosse "o representante" da Itália em São Paulo.
Os Imigrantes italianos formavam a maior colônia de imigrantes do estado e da cidade de São Paulo mas estavam divididos, torcendo, jogando e fazendo parte da história de diversos clubes como o SC Corinthians Paulista, SC Internacional-SP, o Ruggerone FC, o Ítalo FC, o SC Savoia, o Guarani FC e outros clubes menores espalhados pelo interior do estado de São Paulo e pelos bairros da Capital Paulista.
Todos esses clubes tinham italianos mas nenhum tinha o objetivo de representar os italianos e a Itália,
e foi graças a vinda da Pro Vercelli e do Torino FC a São Paulo, que um grupo se animou para anunciar e convocar os italianos e descendentes a criar um clube de futebol só seu.
Com o apoio do tradicional jornal ítalo-paulista Fanfulla muitos italianos aderiram a ideia e foi assim que (resumidamente) surgiu a Società Sportiva Palestra Italia, que posteriormente foi obrigada a trocar de nome, se tornando a atual Sociedade Esportiva Palmeiras.